# Ion Canna
Ion Canna (în rusă Иван Иванович Канна; n. 15/28 ianuarie 1902, Goian, Unitățile administrativ-teritoriale din Stînga Nistrului, Republica Moldova – d. 27 ianuarie 1979, Chișinău, RSS Moldovenească, URSS) a fost un scriitor și traducător sovietic moldovean. A fost membru al Uniunii Scriitorilor din URSS și președinte al Uniunii Scriitorilor din RSSM. 

## Biografie
S-a născut în 1902 în Goian, Stînga Nistrului, pe atunci în Imperiul Rus. S-a ca voluntar în Armata Roșie, participând la Războiul Civil Rus. Ulterior, a fost educat, devenind profesor. Primele sale povestiri au fost tipărite la finalul anilor 1920, având ca subiect întâmplări din războiul civil. 
În 1941 se înscrie în PCUS. În al Doilea Război Mondial se refugiază la Moscova, perioadă în care este președinte al Uniunii Scriitorilor din RSSM. Fiul său a colaborat cu autoritățile antonesciene în timpul războiului. După război se întoarce în Moldova și devine, împreună cu Mozeș Cahana, liderul scriitorilor transnistreni în cadrul Uniunii Scriitorilor din Moldova, ce vor intra în conflict cu cei basarabeni (Emilian Bucov, Andrei Lupan).
Primul său roman, Dimineața pe Nistru, a fost publicat în România în 1953 și a fost tradus în rusă și ucraineană. Majoritatea operelor sale au avut ca subiecte Războiul Civil Rus, transformarea socialistă din mediul rural și luptele sovietice din Al Doilea Război Mondial. A fost, de asemenea, deputat în sovietul suprem al RSS Moldovenești. A lucrat„ de asemenea„ și la dublarea în „limba moldovenească” a mai multor filme sovietice.  
Canna a locuit în același imobil cu scriitorul David Vetrov din strada Inzov, nr. 6, Chișinău.
Ion Canna a decedat în 1979, la Chișinău. A fost acuzat post-mortem, după căderea regimului comunist, de plagiat.